# 사념처
사념처(四念處)는 불교의 37도품 수행법 중 한 그룹으로, 몸 · 느낌 · 마음 · 법을 관찰하는 네 가지 알아차림(sati, 사띠) 수행 또는 명상법을 말한다. 이 네 가지를 각각 신념처(身念處) · 수념처(受念處) · 심념처(心念處) · 법념처(法念處)라고 한다.
4념처는 4념주(四念住)라고도 한다.
4념처의 구체적인 수행법은 신념처 · 수념처 · 심념처 · 법념처 문서에서 다루고 있다.
4념처에 대해 읽고 듣고, 생각하여 이해하고, 수행하여 일정한 또는 상당한 선정력과 지혜를 획득한 후에 다시 무엇을 해야 하는가에 대해 대승불교 경전인 《좌선삼매경》에서는 다음과 같이 말하고 있다.
마땅히 열반이라는 최선의 법 가운데 들어가서 머물러야 한다. 정진의 힘으로 깊은 선정에 들어 4념처 중 법념처에서 모든 존재의 실상을 관하건대 모든 것이 괴로움이어서 즐거움이 없으며 괴로움은 애착 등의 여러 가지 번뇌와 업에서 연유한다는 것을 알아 열반으로 들어간다. 그리하여 이 괴로움은 일체가 남김없이 사라진다.
즉, 자신의 현재 처지에서 최선을 다해 정진하여 4념처에 대해 읽고 듣고[聞所成慧], 4념처에 대해 생각하여 그 이치를 이성적으로 즉 논리적으로 합리적으로  이해하고[思所成慧], 4념처를 수행하여 일정한 또는 상당한 수행력을 획득했다면[修所成慧], 다시 정진(精進)을 일으켜 깊은 선정(禪定)에 들고 그 깊은 선정에서 법념처를 행함으로써, 즉, 《반야심경》에서 설하고 있는 바처럼 제법을 관[照]하여 그 모두의 실상이 괴로움 즉 무상 즉 공임을 알아차림[見]으로써[照見五蘊皆空], 유위와 무위 사이에 있는 심연(근본무명)을 건너뛸 수 있게 되어, 달리 말하면, 번뇌와 유위의 파도가 다 함께 적멸하여  열반에 들어가게 된다고 말하고 있다. 즉, 정진바라밀 · 선정바라밀 · 반야바라밀에 의해 열반 즉 마하반야 즉 대보리 즉 진여의 무분별지에 들어가게 된다고 말하고 있다. 그럼으로써 모든 괴로움이 남김없이 사라진다[度一切苦厄]고 말하고 있다.
상좌부불교의 이론에 따르면 석가불이 열반한 후의 5000년 내에 사념처(四念處, 內觀, 위파사나) 수행은 여전히 수다원과(須陀洹果)와 아라한과(阿羅漢果)를 얻을 수 있으며, 사념처 수행은 유일한 방법이다. 마하시 사야도 또는 레디 사야도가 쓴 저서 등을 포함한 사념처와 관련된 서적을 읽어야 정확한 사념처 수행을 잘 이해할 수 있다.

## 4념처 수행법
팔리어 경전 《디가 니까야》 제22경 〈대념처경〉과 《맛지마 니까야》 제10경 〈염처경〉에 수록된 4념처 수행법이 4념처를 다루고 있는 여러 불교 경전들 중에서 가장 구체적이고 또한 전체적이다. 그리고 이 경전들을 매우 중시하면서, 지금까지 이어져 온 상좌부 불교 전통에 따른 풍부한 주석서가 있어 경전 자체의 문구만으로는 구체적으로 어떻게 해야 할지 사실상 알 수 없는 부분에 대한 해답을 얻을 수 있다. 참고로, 경전 자체에는 각각의 구체적인 수행법이 수록되어 있을 뿐 이들 수행법에 대한 명칭은 없다. 따라서 수행자들이나 연구자들 또는 경전 번역자들이 붙인 명칭을 사용할 수밖에 없다.
《디가 니까야》 제22경 〈대념처경〉에 나오는 구체적인 4념처 수행법의 목록은 다음과 같다. 구체적인 수행법 자체는 신념처 · 수념처 · 심념처  · 법념처 문서에서 다루고 있다.
신념처
1. 호흡의 출입에 대한 알아차림
2. 몸의 상태에 대한 알아차림
3. 몸의 행동에 대한 알아차림
4. 몸을 구성하는 32가지 요소에 대한 알아차림
5. 몸의 4대 요소에 대한 알아차림
6. 죽은 시체에 대한 관찰
7. 죽은 시체를 짐승들이 쪼아 먹는 모습에 대한 관찰
8. 해골에 살과 피와 힘줄이 뒤엉켜 있는 모습에 대한 관찰
9. 해골에 피와 힘줄이 뒤엉켜 있는 모습에 대한 관찰
10. 해골에 힘줄만 남아 붙어 있는 모습에 대한 관찰
11. 해골과 뼈가 흩어져 있는 모습에 대한 관찰
12. 해골이 하얗게 바랜 모습에 대한 관찰
13. 해골이 뼈 무더기로 변한 모습에 대한 관찰
14. 뼈가 삭아 티끌로 변한 모습에 대한 관찰

수념처
1. 즐거운 느낌에 대한 알아차림
2. 괴로운 느낌에 대한 알아차림
3. 즐겁지도 괴롭지도 않은 느낌에 대한 알아차림
4. 속된 즐거운 느낌에 대한 알아차림
5. 속되지 않은 즐거운 느낌에 대한 알아차림
6. 속된 괴로운 느낌에 대한 알아차림
7. 속되지 않은 괴로운 느낌에 대한 알아차림
8. 속된 즐겁지도 괴롭지도 않은 느낌에 대한 알아차림
9. 속되지 않은 즐겁지도 괴롭지도 않은 느낌에 대한 알아차림

심념처
1. 탐욕이 있음에 대한 알아차림
2. 탐욕이 없음에 대한 알아차림
3. 분노가 있음에 대한 알아차림
4. 분노가 없음에 대한 알아차림
5. 어리석음이 있음에 대한 알아차림
6. 어리석음이 없음에 대한 알아차림
7. 위축됨이 있음에 대한 알아차림[9]
8. 산란함이 있음에 대한 알아차림[10]
9. 넓은 마음이 있음에 대한 알아차림
10. 넓은 마음이 없음에 대한 알아차림
11. 우월한 마음이 있음에 대한 알아차림
12. 우월한 마음이 없음에 대한 알아차림
13. 고요한 마음이 있음에 대한 알아차림
14. 고요한 마음이 없음에 대한 알아차림
15. 해탈한 마음이 있음에 대한 알아차림
16. 해탈한 마음이 없음에 대한 알아차림

법념처
1. 다섯 장애[五蓋]에 대한 알아차림
2. 다섯 집착된 온[五取蘊]에 대한 알아차림
3. 여섯 터전[六入處]에 대한 알아차림
4. 일곱 깨달음 요소[七覺支]에 대한 알아차림
5. 네 가지 거룩한 진리[四聖諦]의 법에 대한 알아차림

## 4념처의 중요성
4념처는 8정도의 정념(正念, right mindfulness)에 해당하는 수행법이다. 간접적으로는 정정(正定, right concentration)을 닦는 수행이다.
고마타 붓다가 열반에 들 무렵 아난이 "부처님께서 열반에 드신 뒤에는 무엇에 의지해야 합니까?" 하고 물었을 때 고타마 붓다는 "4념처에 의지하라"고 대답했다.
4념처 명상은 고요한 사마타(定, 止)와 관하는 위파사나(慧, 觀)의 두 가지가 모두 포함되는 수행법이다.
4념처는 테라와다(남방 상좌부)불교의 대표적 수행법이며, 대승불교의 조동종에서도 수행한다.

## 용어

### 염(念)과 사띠(sati)
4념처의 염(念)은 남방불교의 팔리어에서는 사띠(sati), 북방불교의 산스크리트어에서는 스므리티(smṛti), 영어에선 알아차림(mindfulness)이라고 한다. 한국에서는 관(觀)한다고 할 때 관이 대부분 바로 념(念)을 뜻한다.  한국어로는 마음챙김 또는 알아차림으로 가장 많이 번역되지만, 새김, 깨어있음, 주의깊음, 마음집중, 마음지킴, 수동적 주의집중 등으로도 번역된다.
영어 mindfulness의 형용사형 mindful은 웹스터 사전과 옥스포드 사전에 따르면 '알아차리는'(aware)의 뜻이다. 콜린스 사전에 따르면 '알아차리는'(aware)과 '주의를 기울이는'(heedful)의 뜻이다. 따라서 mindfulness는 awareness(알아차림)와 동의어라고 할 수 있다.
그런데, '4념처'라고 할 때의 념은 단순히 념(念, sati)이라는 마음작용 자체만을 뜻하지 않는다. 《아비달마품류족론》《아비달마구사론》《아비달마순정리론》《유가사지론》《현양성교론》《대승아비달마집론》《성유식론》 등 마음작용에 대해 설하고 있는 논서들에 따르면 념(念)은 그 자체로서는 기억력을 뜻한다. 기억력이란 현재 대상을 명기(明記)하는 것 즉 명확히 기록으로 남기는 것이다. 과거에 대한 회상으로서의 기억력은 이 1차 작용에 근거한 2차 작용이다. 4념처에서 의미하는 념, 즉, 기억력은 명확한 기억력을 뜻한다. 명확한 기억력이 되기 위해서는 일상적인 념이 아니라 대상에 의식적으로 주의를 기울이고 그것에 집중하는 형태의 념이 필요하다. 따라서 4념처의 념은 기억력과 주의력, 즉, 주의집중을 뜻한다. 정리하자면, 념 자체에는 여러 상태 또는 수준이 있는데 4념처의 념은 주의집중 상태 또는 수준의 념을 뜻한다.
그런데, 여기서 더 나아가, 4념처에서의 념은 이러한 자체적 높은 수준에서의 념, 즉, 주의집중만이 아니고 혜(慧)를 근거로 하는 념이다. 그렇기 때문에 판단력과 식별력, 즉, 알아차림, 즉, 반야가 함께 하는 념을 뜻한다. 이러한 복합적인 의미가 있기 때문에 4념처의 념은 단순히 '주의집중'이 아니라 '주의집중에 의한 알아차림'이다. 그리고 이 주의집중은 4념처의 구체적 수행법을 보면, 관찰 대상을 제어하려는 의도 없이 행하라고 되어 있기 때문에 '오로지 능동적 주의집중[觀]'이라기 보다는 '수동적 주의집중[止觀]'이다. 따라서 4념처의 념은 '수동적 주의집중[念 = 止觀]에 의한 알아차림[慧]'이다.
이와 같은 념(念), 즉, 관찰을 〈대념처경〉 《중아함경》《잡아함경》 《별역잡아함경》등 초기불교 경전에서는 '몸에서 몸을 관찰하는 것, 몸을 몸 그대로 관찰하는 것, 또는 단순히, 몸을 관찰하는 것', '느낌에서 느낌을 관찰하는 것, 느낌을 느낌 그대로 관찰하는 것, 또는 단순히, 느낌을 관찰하는 것', '마음에서 마음을 관찰하는 것, 마음을 마음 그대로 관찰하는 것, 또는 단순히, 마음을 관찰하는 것', '법에서 법을 관찰하는 것,  법을 법 그대로 관찰하는 것, 또는 단순히, 법을 관찰하는 것'이라고 한다. 이러한 고타마 붓다의 진술을 《아비달마대비바사론》《아비달마구사론》《대지도론》《좌선삼매경》《청정도론》《유가사지론》《성유식론》 등 사실상 모든 불교 종파의 후대의 논서들에서는 붓다의 다른 가르침과 함께 종합하여 전도(顛倒)  없이 관찰하여 전도 없이 알아차리는 것이라고 해석한다. 전도는 4전도를 뜻한다. 즉, 부정한 법에 대하여 깨끗하다는 뒤바뀐 생각[淨顛倒]을 일으키는 것, 괴로움에 대하여 즐겁다는 뒤바뀐 생각[樂顛倒]을 일으키는 것, 무상함에 대하여 항상하다는 뒤바뀐 생각[常顛倒]을 일으키는 것, 나가 없는데 대하여 나라는 뒤바뀐 생각[我顛倒]을 일으키는 것이다. 이에 따라, 붓다의 진술에 나타난 '있는 그대로 관찰한다'는 것의 의미 또는 내용을 보다 구체화하여 관찰이란 몸을 부정한 것이라고 관찰하고, 느낌을 괴로운 것이라고 관찰하고, 마음을 무상한 것이라고 관찰하고, 제법을 무아인 것이라고 관찰하는 것이라고 본다.

### 법념처의 법
법념처에서 법(팔리어: dhammā)은 5개, 5온, 6처, 7각지, 4성제를 의미한다. 
5개(五蓋)란 다섯가지 장애로서, 탐욕, 성냄, 나태와 졸음, 동요와 걱정, 의혹을 말한다. 5온(五蘊)이란 다섯가지 쌓임이라는 뜻으로, 색수상행식을 말한다. 6처(六處)란 여섯가지 안팎의 기관 (六處) 현상을 말한다. 각 기관인 안이비설신의와 그 기관의 대상인 색성향미촉법, 각 기관과 기관의 대상에 의해 생겨나는 번뇌를 말한다. 7각지(七覺支)란 일곱 가지 깨달음의 요소라는 뜻으로, 염각지(念覺支), 택법각지(擇法覺支), 정진각지(精進覺支), 희각지(喜覺支), 경안각지(輕安覺支), 정각지(定覺支), 평등각지(平等覺支)를 말한다. 4성제(四聖諦)는 네 가지 성스러운 진리라는 뜻으로 고집멸도를 말한다. 4성제는 특히 불교에서 가르치는 주요한 진리(현상의 이치)로서 궁극적으로 4념처 명상에서 체험적으로 깨달아야 할 대상이다.

## 번역어
4념처의 영문 번역어와 그 의미는 다음과 같다.
- 신념처(身念處): mindfulness of the body - 몸을 알아차림, 또는 몸에 대한 마음챙김 명상
- 수념처(受念處): mindfulness of feelings or sensations - 느낌 또는 감각을 알아차림, 또는 느낌에 대한 마음챙김 명상
- 심념처(心念處): mindfulness of mind or consciousness - 마음 또는 의식을 알아차림, 또는 마음에 대한 마음챙김 명상
- 법념처(法念處): mindfulness of dhammās - 법을 알아차림, 또는 법에 대한 마음챙김 명상

## 경론별 설명

### 디가 니까야의 대념처경
상좌부 불교의 대표적인 4념처 관련 경전인 《디가 니까야》 제22경 〈대념처경〉(大念處經, Mahāsatipaṭṭhāna Sutta)에서 고타마 붓다는 신념처를 몸에서 몸을 관찰하며[身隨觀] 머무는 것, 수념처를 느낌에서 느낌을 관찰하며[受隨觀] 머무는 것, 심념처를 마음에서 마음을 관찰하며[心隨觀] 머무는 것, 법념처를 법에서 법을 관찰하며[法隨觀] 머무는 것이라고 말씀하고 있다.
| “ | 비구들이여, 이 도는 유일한 길이니, 중생들의 청정을 위하고, 근심과 탄식을 다 건너기 위한 것이며, 육체적 고통과 정신적 고통을 사라지게 하고, 옳은 방법을 터득하고, 열반을 실현하기 위한 것이다. 그것은 바로 '네 가지 마음챙김의 확립[四念處]'이다. 무엇이 네 가지인가? 비구들이여, 여기 비구는 몸에서 몸을 관찰하며[身隨觀] 머문다. 세상에 대한 욕심과 싫어하는 마음을 버리면서 근면하게, 분명히 알아차리고 마음챙기는 자 되어 머문다. 느낌에서 느낌을 관찰하며[受隨觀] 머문다. 세상에 대한 욕심과 싫어히는 마음을 버리면서 근면하게, 분명히 알아차리고 마음챙기는 자 되어 머문다. 마음에서 마음을 관찰하며[心隨觀] 머문다. 세상에 대한 욕심과 싫어하는 마음을 버리면서 근면하게, 분명히 알아차리고 마음챙기는 자 되어 머문다. 법에서 법을 관찰하며[法隨觀] 머문다. 세상에 대한 욕심과 싫어하는 마음을 버리면서 근면하게, 분명히 알아차리고 마음챙기는 자 되어 머문다. | ” |
|   | — 각묵스님 옮김(2015) 《디가 니까야》 제2권 제22경 〈대념처경〉 초기불전연구원. pp.492~495. |   |

### 중아함경의 염처경
고타마 붓다는 《중아함경》 제24권 제98경 〈염처경〉에서 신념처를 몸을 몸 그대로 관하는 것[觀身如身], 수념처를 느낌을 느낌 그대로 관하는 것[觀覺如覺], 심념처를 마음을 마음 그대로 관하는 것[觀心如心], 법념처를 법을 법 그대로 관하는 것[觀法如法]이라고 말씀하고 있다.
| “ | T01n0026_p0582b09║爾時，世尊告諸比丘：「有一道淨 T01n0026_p0582b10║眾生，度憂畏，滅苦惱，斷啼哭，得正法，謂 T01n0026_p0582b11║四念處。若有過去諸如來、無所著、等正覺， T01n0026_p0582b12║悉斷五蓋、心穢、慧羸，立心正住於四念處，修 T01n0026_p0582b13║七覺支，得覺無上正盡之覺。若有未來諸 T01n0026_p0582b14║如來、無所著、等正覺，悉斷五蓋、心穢、慧羸，立 T01n0026_p0582b15║心正住於四念處，修七覺支，得覺無上正 T01n0026_p0582b16║盡之覺。我今現在如來、無所著、等正覺，我亦 T01n0026_p0582b17║斷五蓋、心穢、慧羸，立心正住於四念處，修七 T01n0026_p0582b18║覺支，得覺無上正盡之覺。 「云何為四？觀身 T01n0026_p0582b19║如身念處，如是觀覺、心、法如法念處。 그때 세존께서 비구들에게 말씀하셨다. “중생을 깨끗하게 하고 걱정과 두려움에서 제도하며 고뇌를 없애고 슬픔을 끊고 바른 법을 얻게 하는 도(道)가 있으니, 곧 4념처(念處)이다. 과거의 모든 여래(如來)ㆍ무소착(無所着)ㆍ등정각(等正覺)께서는 모두 5개(蓋)와 마음의 번뇌[心穢]와 지혜의 미약함을 끊고 마음을 세워 4념처에 바르게 머무르고, 7각지(覺支)를 닦아 위없는 정진의 깨달음(無上正盡之覺)을 얻으셨다. 또 미래의 모든 여래ㆍ무소착ㆍ등정각께서도 다 5개와 마음의 번뇌[心穢]와 지혜의 미약함을 끊고 마음을 세워 4념처에 바르게 머무르고, 7각지를 닦아 위없는 정진(正盡)의 깨달음을 얻을 것이다. 나는 지금 현재의 여래ㆍ무소착ㆍ등정각으로서 나도 또한 5개와 마음의 번뇌[心穢]와 지혜의 미약함을 끊고 마음을 세워 4념처에 바르게 머무르고 7각지를 닦아 위없는 정진의 깨달음을 깨닫게 되었다. 어떤 것이 네 가지인가? 몸[身]을 몸 그대로 관하는 염처(念處)이고 이와 같이 각(覺)을 각(覺) 그대로 관하며 마음[心]을 마음 그대로 관하고 법(法)을 법 그대로 관하는 염처이다. | ” |
|   | — 《중아함경》 제24권 제98경 〈염처경〉. 한문본 & 한글본. 2022년 6월 18일에 확인. |   |

### 별역잡아함경 제102경
《별역잡아함경》 제5권 〈제102경〉에서 고타마 붓다는 4념처에 대해 "몸을 관찰하는 염처[觀身念處], 느낌을 관찰하는 염처[觀受念處], 마음을 관찰하는 염처[觀心念處], 법을 관찰하는 염처[觀法念處]"라고 하여 《디가 니까야》의 〈대념처경〉과  《중아함경》의 〈염처경〉과 같은 뜻으로 정의하고 있다.
| “ | T02n0100_p0410b10║如是我聞： 一時，佛在優樓頻螺聚落， T02n0100_p0410b11║泥連河側菩提樹下，成佛未久。佛於樹下，獨 T02n0100_p0410b12║坐思惟，而作是念：「唯有一道，能淨眾生，使離 T02n0100_p0410b13║苦惱，亦能除滅不善惡業，獲正法利，所言法 T02n0100_p0410b14║者，即四念處。云何名為四念處耶？觀身念處、 T02n0100_p0410b15║觀受念處、觀心念處、觀法念處。若人不修四 T02n0100_p0410b16║念處者，為遠離賢聖之法，遠離聖道。若離聖 T02n0100_p0410b17║道，即遠離甘露。若遠離甘露，則不免生老病 T02n0100_p0410b18║死、憂悲苦惱。如是等人，我說終不能得離於 T02n0100_p0410b19║一切諸苦。若修四念處，即親近賢聖法者，若 T02n0100_p0410b20║親近賢聖法，即親近賢聖道。若親近賢聖道， T02n0100_p0410b21║即親近甘露法。若親近甘露法，即能得免生 T02n0100_p0410b22║老病死、憂悲苦惱。若免生老病死、憂悲苦惱， T02n0100_p0410b23║如是等人，即說離苦。」 이와 같이 나는 들었다. 어느 때 부처님께서 우루빈라 마을 니련선하 언덕의 보리수 밑에 계셨다. 성불하신 지 얼마 되지 않았었다. 부처님께서는 나무 밑에 혼자 앉아서 사색하시며, 이러한 생각을 하셨다. ‘오직 하나의 도가 능히 중생을 청정하게 해서 괴로움을 여의게 할 수 있고, 또한 좋지 못한 나쁜 업을 없애서 바른 법의 이익을 얻게 할 수 있다. 이 법이란 곧 4념처(念處)를 말한다. 무엇을 4념처라고 하는가? 몸을 관찰하는 염처[觀身念處], 느낌을 관찰하는 염처[觀受念處], 마음을 관찰하는 염처[觀心念處], 법을 관찰하는 염처[觀法念處]이다. 만약 어떤 사람이 이 4념처를 닦지 않으면 성현의 법을 멀리한 것이고, 거룩한 도를 멀리한 것이다. 거룩한 도를 멀리한다면 곧 감로(甘露)를 멀리 여의는 것이며, 만일 감로를 멀리 여읜다면 곧 나고 늙고 병들고 죽음과 근심 · 슬픔 · 괴로움을 면하지 못하리니, 이런 사람들에 대해서 나는 〈끝내 온갖 괴로움을 벗어나지 못한다〉고 말한다. 만일 4념처를 닦는다면 곧 성현의 법을 가까이하는 것이며, 성현의 법을 가까이하면 곧 성현의 도를 가까이하는 것이며, 성현의 도를 가까이하면 곧 감로의 법을 가까이하는 것이며, 감로의 법을 가까이하면 곧 나고 늙고 병들고 죽음과 근심 · 슬픔과 괴로움을 면하게 될 것이며, 나고 늙고 병들고 죽음과 근심 · 슬픔 · 괴로움을 면한다면 이런 사람에 대해서는 곧 고통을 여읜다고 말한다.’ | ” |
|   | — 《별역잡아함경》 제5권 〈제102경〉 한문본 & 한글본. 한글본은 편집자가 일부 수정. 2022년 6월 18일에 확인. |   |

### 불설선행삼십칠품경
《불설선행삼십칠품경》(佛說禪行三十七品經)에서는 4념처에 대해 다음과 같은 취지로 말하고 있다.
- 신념처는 자신의 몸 · 다른 사람의 몸 · 자신과 다른 사람의 몸을 수동적 주의집중으로 알아차려 세간 즉 3계가 무상하고 무아임을 깨닫는 것이다.
- 수념처는 자신의 느낌 · 다른 사람의 느낌 · 자신과 다른 사람의 느낌을 수동적 주의집중으로 알아차려 세간 즉 3계가 무상하고 무아임을 깨닫는 것이다.
- 심념처는 자신의 마음 · 다른 사람의 마음 · 자신과 다른 사람의 마음을 수동적 주의집중으로 알아차려 세간 즉 3계가 무상하고 무아임을 깨닫는 것이다.
- 법념처는 자신의 법 · 다른 사람의 법 · 자신과 다른 사람의 법을 수동적 주의집중으로 알아차려 세간 즉 3계가 무상하고 무아임을 깨닫는 것이다.

| “ | T15n0604_p0180c11║「諸比丘！若能彈指間，惟行自身身止 T15n0604_p0180c12║觀，外身身止觀，內外身身止觀，分別念解世 T15n0604_p0180c13║間癡惱，是為精進，為如佛教，非是愚癡食人 T15n0604_p0180c14║施，何況能多行者，撮取其要；若彈指間，止 T15n0604_p0180c15║觀痛，若止觀意及止觀法，內外分別念，解世 T15n0604_p0180c16║間癡惱，皆如上說，何況多行者；是故可念行 T15n0604_p0180c17║四意止。」 “만일 능히 손가락을 튀기는 순간에도 오직 자신의 몸[身]을 수동적으로 주의집중[止觀]하여 알아차리고[分別念], 다른 사람[外身]의 몸을 수동적으로 주의집중하여 알아차리고, 자신과 다른 사람[內外身]의 몸을 [교대로] 수동적으로 주의집중하여 알아차리고 [그럼으로써] 세간의 어리석음과 괴로움[癡惱, 즉, 무상과 무아 - 치뇌는 무상과 무아를 알지 못해 생긴 것이므로]을 깨닫는다[解]면 이것이 바로 정진(精進)이며, 부처님께서 가르치신 대로이니, [이제 막 수행에 진입한] 이 어리석은 사람도 남의 보시만 먹는 것이 아닐진대 어찌 하물며 능히 많이 행한 이가 그렇겠는가? 그 요체(要體)를 모아 잡아서 만약 손가락 튀기는 순간에라도 느낌[受, 痛]을 수동적으로 주의집중[止觀]하여 알아차리고[分別念], 마음[心, 意]을 수동적으로 주의집중하여 알아차리고, 법(法)을 수동적으로 주의집중하여 알아차리는 것을 자신과 다른 사람에 대해 [교대로] 그렇게 하고 [그럼으로써] 세간의 어리석음과 괴로움[癡惱, 즉, 무상과 무아]을 깨닫는다[解]면, 모두 위에서 설한 바와 같으니, 어찌 하물며 많이 행한 이이겠느냐? 그러므로 4념처(四念處, 四意止)를 잊지 말고 행해야 하느니라.” | ” |
|   | — 《불설선행삼십칠품경》(佛說禪行三十七品經) 한문본 & 한글본, 한글본은 편집자가 수정. 2022년 6월 18일에 확인. |   |

### 대지도론
용수의 《대지도론》 제19권에 따르면, 4념처를 수행하는 목적은 4전도(四顛倒)를 깨뜨리기 위한 것이다. 즉, 아직 견도(見道)에 들지 못한 범부의 상태일 때 일으키는, 부정한 법에 대하여 깨끗하다는 뒤바뀐 생각[淨顛倒]을 일으키는 것, 괴로움에 대하여 즐겁다는 뒤바뀐 생각[樂顛倒]을 일으키는 것, 무상함에 대하여 항상하다는 뒤바뀐 생각[常顛倒]을 일으키는 것, 나가 없는데 대하여 나라는 뒤바뀐 생각[我顛倒]을 일으키는 것을 깨뜨리기 위해서이다.
신념처는 정전도(淨顛倒)를 깨뜨리기 위한 것이고, 수념처는 낙전도(樂顛倒)를 깨뜨리기 위한 것이고, 심념처는 상전도(常顛倒)를 깨뜨리기 위한 것이고, 법념처는 아전도(我顛倒)를 깨뜨리기 위한 것이다.
달리 말해, 몸 · 느낌 · 마음 · 법의 각각이 부정함[不淨] · 괴로움[苦] · 무상함[無常] · 나 없음[無我]의 성질을 다 지니고 있지만, 몸은 부정한 것이라고 관하고[觀身不淨], 느낌은 괴로움이라고 관하고[觀受是苦], 마음은 무상하다고 관하고[觀心無常], 법 즉 현상과 존재는 무아라고 관한다[觀法無我]. 즉, 몸을 대상으로 하는 신념처에서는 부정함을 많이 관하고, 느낌을 대상으로 하는 수념처에서는 괴로움을 많이 관하고, 마음을 대상으로 하는 심념처에서는 무상함을 많이 관하고, 법 즉 현상과 존재를 대상으로 하는 법념처에서는 나 없음을 많이 관한다.
신념처는 갖가지 구체적인 이치 또는 논리에 근거하여, 몸이 부정(不淨)하고 무상(無常)하고 괴롭고[苦] 공(空)하고 나 없다[無我]고 구체적인 수행법으로 관찰하여 아는 것이다.
수념처는 갖가지 구체적인 이치 또는 논리에 근거하여, "세간"(출세간이 아님)의 즐거운 느낌[樂受]을 괴롭다고 관찰하고, 괴로운 느낌[苦受]을 몸에 박혀 있어 시급히 빼내야 하는 화살과 같다고 관찰하고, 괴롭지도 즐겁지도 않은 느낌[不苦不樂受]을 무상하여 무너지는 특징 또는 성질을 가진 것이라고 관찰하고, 그리하여 세간의 즐거운 느낌에 대하여는 (참된 즐거움이 아닌 것임을 알기에) 욕심의 집착을 내지 않고, 괴로운 느낌에 대하여는 (성낼 겨를도 없이 그 화살을 빼내는 일에 집중하므로) 성냄을 일으키지 않고, 괴롭지도 즐겁지도 않은 느낌에 대하여는 (그러한 일시적인 평온을 열반 즉 진정한 해결 상태라고 생각하는) 우치를 일으키지 않게 되는 것이다.
심념처는 갖가지 구체적인 이치 또는 논리에 근거하여, 한량없는 이유 때문에 마음이 무상한 줄을 관찰하여 아는 것이다.
법념처는 갖가지 구체적인 이치 또는 논리에 근거하여, 모든 법이 갖가지 인연의 화합에 의해 생겨난 것이어서 나라고 이름 지을 만한 실제의 법이 없다는 것을 관찰하여 아는 것이다.
또한, 여기에서 머물지 않고 대승의 수행자, 즉, 보살은 더 나아가는데 이것을 대승의 4념처, 즉, 보살의 신념처, 보살의 수념처, 보살의 심념처, 보살의 법념처라고 한다.
보살의 신념처는 갖가지 구체적인 이치 또는 논리에 근거하여 몸의 실상이 무상(無相) · 부작원(不作願) · 무작(無作) · 무가취(無可取: 잡을 수 없음) · 무생(無生)임을 관찰할 때, 번뇌에 오염된 모든 욕망[染欲]과 집착을 떠나서 마음이 항상 념(念: 수동적 주의집중)을 묶어 몸[身]에 두고[處, 住] 이들의 관점에서 몸을 따라 살피는 것이다.
보살의 수념처는 갖가지 구체적인 이치 또는 논리에 근거하여 3세의 모든 느낌이 공(空) · 무상(無常) · 무작(無作) · 무생(無生)임을 관찰하여 해탈문(解脫門)과 불생문(不生門)에 들어가고, 이와 같이 알고 나서는 마음을 대상에 묶어둔 상태에서 · 괴로움 · 즐거움 · 괴롭지도 즐겁지도 않음의 느낌이 오면 마음은 받아들이거나 집착하지도 않으며 짓지도 의지하지도 않는 것이다.
보살의 심념처는 마음이 생(生) · 주(住) · 멸(滅)의 생멸하는 특징 또는 성질을 가진 것임을 관찰하여 아는 것이다. 나아가, 갖가지 구체적인 이치 또는 논리에 근거하여, 마음이 공(空) · 무아(無我) · 무아소(無我所) · 무상(無常) · 무실(無實) · 무생(無生)임을 관찰하여 아는 것이다. 그리고 이 두 번째 관찰에 의거하여 마음의 생멸하는 특징 또는 성질을 관찰하면서도 실제의 생멸하는 법을 얻지 않으며, 더러움[垢]과 깨끗함[淨]을 분별치 않으므로 마음의 청정[心清淨]을 얻는다. 그리고 이와 같이 마음이 청정하기 때문에 객진번뇌[客煩惱]에 물들지 않는 것이다.
보살의 법념처는 일체법이 인연으로부터 생겨났기 때문에 자성이 없으니, 진실로 공(空)이고,  진실로 공인 까닭에 특징 또는 성질[相]이 없고, 특징 또는 성질이 없는 까닭에 무작(無作: 지음이 없음)이고, 무작인 까닭에 법의 생(生)과 주(住)와 멸(滅)을 볼 수 없다고 관하여 무생법인의 문[無生法忍門]과 무상문(無相門)에 들어간다. 그리고 이렇게 관찰할 때 마음을 대상 가운데 묶어두어 모든 법의 특징 또는 성질을 수순하되 몸 · 느낌 · 마음 · 법의 네 가지 법이 처할 바가 없는[無處所] 줄 아는 것이다.

### 좌선삼매경
신념처는 몸은 인연따라 생긴 것이기 때문에 무상(無常)하고, 또한 몸은 갖가지로 괴롭기 때문에 고(苦)이고, 또한 몸에는 36가지 물건[三十六物]이 있기 때문에 부정(不淨)하고, 자재(自在)하지 않기 때문에 무아(無我)라고 관찰하는 것이다.
신념처에서 밝힌 바와 같이 몸의 실상이 무상(無常) · 고(苦) · 부정(不淨) · 무아(無我)임에도 불구하고 전도된 견해를 일으켜 몸에 집착하는 것은 몸으로 느끼는 즐거운 느낌[樂痛 = 樂受]을 애착하기 때문이다. 따라서 즐거운 느낌[樂痛 = 樂受]이 '진실로 얻을 수  없는 것[實不可得]'이라는 것을 관해야만 한다. 즉, 즐거운 느낌이란 '진실한 즐거움이 아니다'는 것을, 달리 말하면, '늘 있는 즐거움이 아니다'는 것을 관해야만 한다. 이와 같이 관찰하는 것을 수념처라 한다.
마음은 허깨비와 같고 요술과 같으니, 현재의 마음으로 과거의 마음을 관하면 혹은 괴로움이고, 혹은 즐거움이며, 혹은 괴로움도 아니고 즐거움도 아니다. 마음은 각각 다르고, 각각 없어진다. 욕심이 있든 욕심이 없든 역시 이와 같아서, 각각 다르고 각각 없어진다. 안의 마음을 관하든 밖의 마음을 관하든, 아니면 안팎의 마음을 관하든 역시 이와 같다고 관찰하는 것을 심념처(心念處)라 한다.
앞의 신념처 · 수념처 · 심념처에서 몸과 느낌과 마음이 '얻을 수 없는 것[不可得]'임을 관하였는데, 즉, 실체가 없음을, 즉, 주인이 없음을, 즉 공임을 관하였는데, 이제 4념처 전체를 총괄하여 관하여도 주인을 얻을 수 없으며 개별로 관하여도 주인을 얻을 수 없다. 이와 같이 두루 주인이 없음을 관하면, 일체의 존재는 모두가 공이며 자재하지 못해서, 인연이 화합하기 때문에 생기고 인연이 무너지기 때문에 없어진다. 이와 같이 인연이 화합하여 법이 되니, 이와 같이 관찰하는 것을 법념처(法念處)라 한다.
위의 4념처 각각의 관찰의 근거가 되는 이치 또는 논리가 《좌선삼매경》에 기술되어 있는데, 그 중에서 심념처의 것을 들면 다음과 같다. 4념처 모두에 대한 관찰 근거로서의 이치 또는 논리는 "사념처 (좌선삼매경)" 문서에 실려 있다.
- 마음 즉 6식(안식 · 이식 · 비식 · 설식 · 신식 · 의식)은 무상(無常)하여, 인연을 쫓아 생겼다가 멸하는 것으로 머물지 않는다. 등류 상속하여 생겨나기[相似生] 때문에, 이를 알지 못하는 전도된 인식으로, 항상하는 하나의 존재가 있다고 여겨 '마음'이라고 이름붙인 것일 뿐이다. 본래 없다가 단지 지금 있는 것[本無今有 = 空卽是色]이고 지금의 있음이 지나면 없음으로 돌아가는 것[已有還無 = 色卽是空]이다. 그러므로 무상하다.[57][58]
- 마음 즉 6식의 본성을 관찰해 보면 공(空)임을 알게 되니, 무엇을 공이라 하는가? 공이란 인연 따라 생기는 것을 말한다.[57][58]
- 눈이 있고, 물질이 있고, 눈이 볼 수 있고, 기억할 수 있는 념(念)이 있고, 보고자 하는 욕구가 있어서 이와 같은 것들이 다 화합할 때 비로소 안식이 생긴다. 마치 해가 돋보기를 사랑함이 있고, 해가 있고, 돋보기가 있고, 마른 풀이 있고, 쇠똥이 있어서 이 모든 인연이 화합하여 거기에서 불이 생기는 것과 같다. 하나하나를 미루어 찾으면 불은 얻을 수 없지만, 모든 인연 즉 조건이 합하여 불이 있다.[57][58]
- 안식도 이 불과 같다. 따라서, 안식은 눈에도 머물지 않고, 물질에도 머물지 않으며, 눈과 물질의 중간에도 머물지 않으므로(즉, 중간에 머문다는 말은 반은 눈에 있고 반은 물질에 있다는 말 외에 다른 것이 아니다. 그런데 이미 눈에도 머물지 않고 물질에도 머물지 않는다고 했으니, 다시 반은 눈에 있고 반은 물질에 있다고 말할 수 없다.), 항상 머물러 있는 곳이 없다. 그럼에도 불구하고 없는 것은 아니다. 그러므로 허깨비와 같고 요술과 같다.[51][52]
- 현재의 마음 즉 6식으로 과거의 마음 즉 6식을 관하면 혹은 괴로움이고, 혹은 즐거움이며, 혹은 괴로움도 아니고 즐거움도 아니다.[51][52]
- 마음 즉 6식은 각각 다르고, 각각 없어진다.[51][52]
- 욕심이 있는 마음 즉 6식이건 욕심이 없는 마음이건 역시 이와 같아서, 각각 다르고 각각 없어진다.[51][52]
- 안의 마음, 즉, 나의 마음 즉 6식을 관해 보아도, 역시 이와 같음을 알 수 있다.[51][52]
- 밖의 마음, 즉, 다른 사람의 마음 즉 6식을 관해 보아도, 역시 이와 같음을 알 수 있다.[51][52]
- 안팎의 마음, 즉, 나의 마음과 다른 사람의 마음, 즉, 집단의 마음 즉 6식을 관해 보아도, 역시 이와 같음을 알 수 있다.[51][52]

### 대반열반경후분
| “ | T12n0377_p0901a12║爾時阿難聞佛語已，身心戰動，情識恾然，悲 T12n0377_p0901a13║哽喑咽，深沒憂海，舉體迷悶，昏亂濁心，投如 T12n0377_p0901a14║來前猶如死人。爾時，阿泥樓逗安慰阿難， T12n0377_p0901a15║輕其愁心，而語之言：「咄哉！何為愁苦？如來涅 T12n0377_p0901a16║槃時至，今日雖有，明旦則無。汝依我語，諮啟 T12n0377_p0901a17║如來，如是四問：『佛涅槃後，六群比丘行污他 T12n0377_p0901a18║家，惡性車匿，云何共住而得示教？如來在世 T12n0377_p0901a19║以佛為師，世尊滅後以何為師？若佛在世依 T12n0377_p0901a20║佛而住，如來既滅依何而住？如來滅後，結集 T12n0377_p0901a21║法藏，一切經初，安何等語？』」 爾時，阿難如從夢 T12n0377_p0901a22║中，聞阿泥樓逗安慰其心，令致四問，漸得醒 T12n0377_p0901a23║悟，哀不自勝，具陳上問而以白佛。 ... T12n0377_p0901b27║「阿難！如汝所問，佛去世後， T12n0377_p0901b28║以何為師者？阿難！尸波羅蜜戒是汝大師， T12n0377_p0901b29║依之修行，能得出世甚深定慧。「阿難！如汝所 T12n0377_p0901c01║問，佛涅槃後，依何住者？阿難！依四念處嚴心 T12n0377_p0901c02║而住：觀身性相同於虛空，名身念處；觀受不 T12n0377_p0901c03║在內外、不住中間，名受念處；觀心但有名字， T12n0377_p0901c04║名字性離，名心念處；觀法不得善法、不得不 T12n0377_p0901c05║善法，名法念處。阿難！一切行者，應當依此四 T12n0377_p0901c06║念處住。 이때 아난이 부처님께서 하신 말씀을 듣고서 몸과 마음이 두려움으로 떨리고, 정신이 아득하였다. 슬피 울어 목이 쉬었고, 근심의 바다에 깊이 빠져 온몸이 갈피를 잡지 못하고, 마음이 어둡고 어지럽고 흐릿하여 여래 앞에 쓰러지는데, 마치 죽은 사람 같았다. 이때 아니루두(阿泥樓逗)가 아난을 위로하여 그 슬픈 마음을 가라앉히면서 말하였다. “어허, 어찌 근심으로 괴로워만 합니까? 여래께서 열반하실 때에 이르렀으니, 오늘은 비록 계시더라도 내일 아침이면 이 세상에 계시지 않습니다. 그대는 내가 말하는 대로 여래께 이와 같은 네 가지 질문을 드리십시오. 부처님께서 열반하신 뒤에 여섯 무리의 비구가 더러운 다른 집에 가는 것과 포악한 성질의 차닉(車匿)과 어떻게 함께 머물면서 가르침을 보여야 합니까? 여래께서 세상에 살아 계실 때는 부처님을 스승으로 삼았는데, 세존께서 열반하신 뒤에는 누구로써 스승을 삼아야 합니까? 부처님께서 세상에 살아 계실 때는 부처님을 의지하여 머물렀는데, 여래께서 이미 열반하시고 나면 무엇을 의지하여 머물러야 합니까? 여래께서 열반하신 뒤 법장(法藏)을 결집(結集)하매 모든 경전 첫머리에 어떠한 말을 놓아야 합니까?” 이때 아난은 꿈속에서 아니루두가 그 마음을 위로하고 네 가지 질문을 여쭙게 하는 것을 듣는 것 같았다. 차츰 깨어났으나 슬픔을 스스로 이기지 못하였다. 위의 물음을 빠뜨리지 않고 차례차례 부처님께 말씀드렸다. ... 아난아, 네가 물은 것과 같이 부처님이 세상을 떠난 후에 무엇으로써 스승을 삼을까 한 것은 이러하다. 아난아, 시바라밀(尸波羅蜜)인 계율이 너의 큰 스승이니 이것을 의지해 닦고 행하면, 세상을 벗어나서 매우 깊은 선정과 지혜를 얻을 수 있다. 아난아, 네가 물은 것과 같이 부처님께서 열반한 뒤에는 누구를 의지하여 머물까 한 것은 이러하다. 아난아, (6근 즉 몸과 마음이 진리 즉 열반과 점점 더 계합하는 상태가 되게끔) 4념처(念處)를 의지하여 마음을 매우 철저히 바르게 다스림으로써 머물러라(依四念處嚴心而住). 몸의 성상(性相)이 허공과 같음을 관하는 것을 신념처(身念處)라고 이름한다. 경계에서 받아들임이 안에 있는 것도 아니고 밖에 있는 것도 아니며 중간에 머무는 것도 아니라고 관하는 것을 수념처(受念處)라고 이름한다. 마음은 다만 명자(名字)가 있을 뿐이고 명자와 성(性)이 서로 분리된다고 관하는 것을 심념처(心念處)라고 이름한다. 법(法)은 선법(善法)을 얻지 못하며 불선법(不善法)도 얻지 못한다고 관하는 것을 법념처(法念處)라고 이름한다. 아난아, 일체 수행하는 사람은 마땅히 이 4념처를 의지해 머물러야 한다. | ” |
|   | — 한문본 & 한글본. 야나발타라(若那跋陀羅) 한역, 심삼진 번역. 《대반열반경후분》 (大般涅槃經後分) 상권, 2024년 5월 18일에 확인. 편집자가 한글 번역 일부 수정. 괄호는 편집자의 주석. |   |

### 종경록
선종 법안종(法眼宗)의 연수(904~975)의 《종경록》 제39권에서는 《대반열반경후분》 상권에 나오는 내용을 인용하여 4념처에 대해 다음과 같은 취지로 설명하고 있다.
- 몸의 성질과 모습이 허공과 같다고 관하는 것이니, 이것을 이름하여 신념처라고 한다.
- 몸에 어떤 느낌이 있을 때 이 느낌이 몸이나 몸 바깥에 있지도 않고, 중간에 머물지도 않음을 관하는 것이니, 이것을 이름하여 수념처라고 한다.
- 마음에 일어나는 생각은 단지 고정된 개념으로 명자라는 사실을 관하는 것이니, 이 명자의 성품에서 벗어나는 것을 이름하여 심념처라고 한다.
- 중생의 마음에 일어나는 일체 법은 좋은 법도 좋지 않는 법도 얻을 수 없다는 사실을 관하는 것이니, 이것을 이름하여 법념처라고 한다.

| “ | T48n2016_p0645a26║夫覺王明勅大教指歸。末法比丘。須於四念 T48n2016_p0645a27║處修道。其旨如何。 答。此出大般涅槃經。最 T48n2016_p0645a28║後垂示。總前教迹。同此指歸。以四念處。即是 T48n2016_p0645a29║宗鏡所明一切眾生身受心法。如經云。佛告 T48n2016_p0645b01║阿難。如汝所問。佛涅槃後依何住者。阿難。依 T48n2016_p0645b02║四念處。嚴心而住。觀身性相。同於虛空。名身 T48n2016_p0645b03║念處。觀受不在內外。不住中間。名受念處。觀 T48n2016_p0645b04║心但有名字。名字性離。名心念處。觀法不 T48n2016_p0645b05║得善法。不得不善法。名法念處。阿難。一切 T48n2016_p0645b06║行者。應當依此四念處住。 【문】 대저 부처님[覺王]께서 큰 가르침의 뜻을 밝게 신칙하셨으므로 말법(末法)에 있는 비구들은 모름지기 4념처(念處)에서 도를 닦아야 하니, 그 뜻은 어떤 것인가? 【답】 이것은 『대열반경(大涅槃經)』에서 최후에 드리워 보이신 것으로서 앞의 교의 자취[敎迹]를 총괄하여도 이 뜻과 같아지나니, 4념처 바로 이것은 종경(宗鏡)에서 밝힌 바 일체 중생의 몸[身]과 느낌[受]과 마음[心]과 법(法)이다. 경에서 이르되 “부처님이 아난에게 말씀하셨다. ‘네가 묻는 바와 같아서 부처가 열반한 뒤에는 무엇에 의하여 머무르느냐 하면, 아난아, 4념처에 의하여 마음을 엄정히 하면서 머무를 것이니라. 몸의 성품과 모양이 허공과 같다고 관함을 신념처(身念處)라고 하고, 느낌은 안팎에도 있지 아니하고 중간에도 머무르지 않는다고 관함을 수념처(受念處)라고 하며, 마음은 이름만이 있을 뿐이요 이름이라는 성품조차도 여의었다고 관함을 심념처(心念處)라고 하고, 법은 착한 법도 얻지 못하고 착하지 않은 법도 얻지 못한다고 관함을 법념처(法念處)라고 하느니라. 아난아, 일체 수행하는 이들이 이 4념처에 의하여 머물러야 하느니라’ ”고 하셨다. | ” |
|   | — 한문본 & 한글본. 연수 지음, 송성수 번역. 《종경록》 제39권, 2022년 6월 18일에 확인. |   |

## 같이 보기
- 참선
- 자 (불교)